# 奧洞海站
奧洞海站（日语：／ Okudōkai eki */?）是位於福岡縣北九州市若松區赤岩町9番1號，九州旅客鐵道（JR九州）的筑豐本線（若松線）車站。車站編號為JE04。

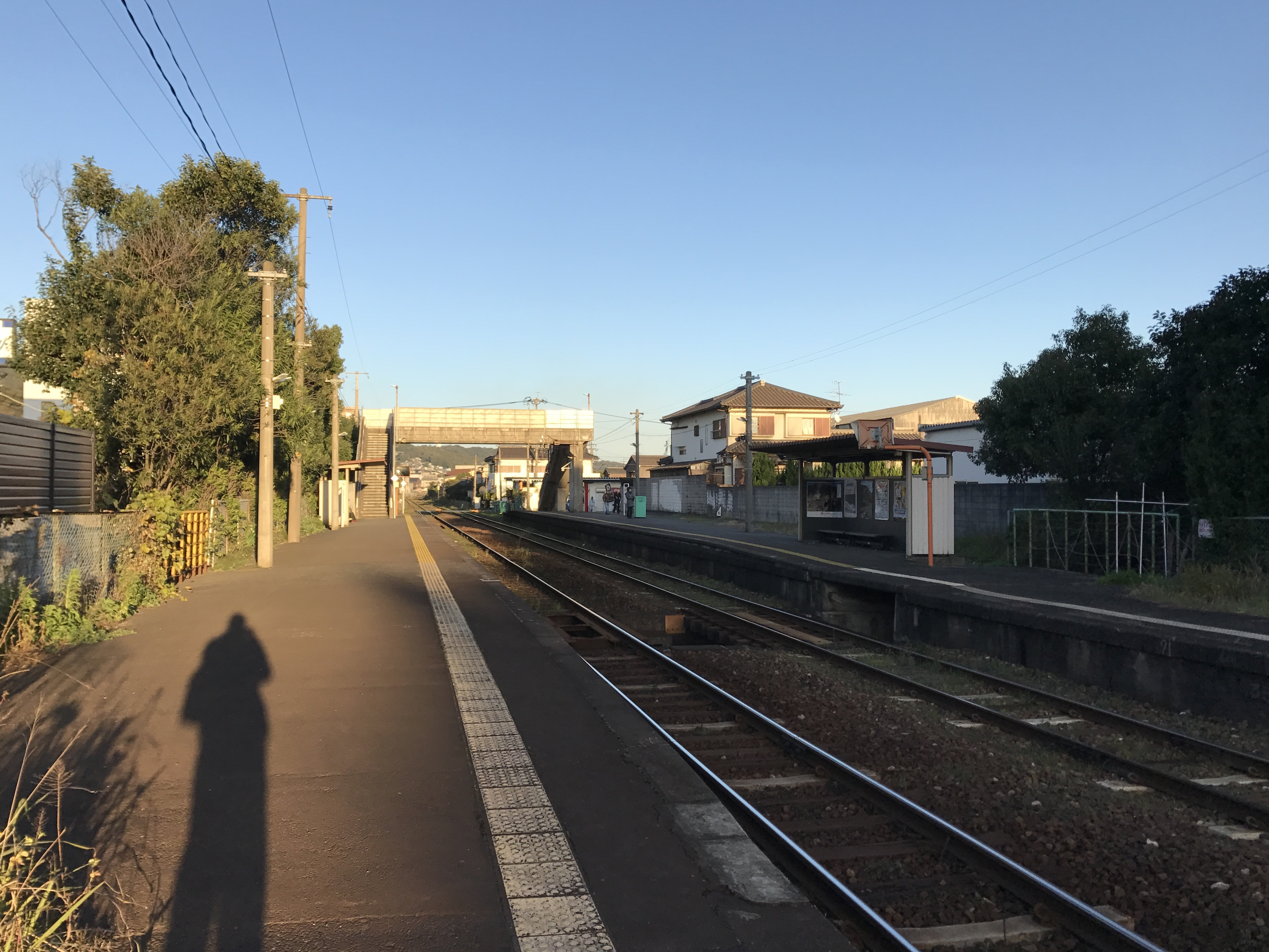
月台(2016年12月)

## 歷史
- 1953年（昭和28年）11月6日 - 為了在若松賽艇場舉行第1屆全日本摩托艇冠軍賽（日语：全日本選手権競走），日本國有鐵道開設臨時停車站[2]。
- 1962年（昭和37年）11月1日 - 升級至車站[1]。
- 1987年（昭和62年）4月1日 - 伴隨國鐵分割民營化，車站由九州旅客鐵道（JR九州）營運。
- 2009年（平成21年）3月1日 - 此站可以使用IC卡「SUGOCA」[3]。
- 2017年（平成29年）3月4日 - 若松站至新入站之間（折尾站除外）10座站一同引入車站遠端資訊系統（Smart Support Station）（日语：駅集中管理システム）「ANSWER」[4][5]。

## 車站構造
車站是一座地面車站，設有2面2線的相對式月台。此站設有自動售票機、IC卡增值機與IC卡專用簡易型自動閘機。此站可使用SUGOCA等卡和磁式車票。當乘客在此站使用磁式車票時，乘車時只需直接通過閘口，在下車把車票與車費投入回收箱內。此站不可購買SUGOCA，但可為SUGOCA增值。
在2017年3月4日後，此站引入車站遠端資訊系統「ANSWER」（由中間站內的支援中心遠端管理），使此站成為無人車站。從前此站是一座業務委託車站，委托了JR九州鐵道營業負責車站業務，當時車站沒有MARS系統和POS終端機。

### 月台
| 月台 | 路線   | 上下行 | 方向     |
| ---- | ------ | ------ | -------- |
| 1    | 若松線 | 下行   | 折尾方向 |
| 2    | 若松線 | 上行   | 若松方向 |

## 使用狀況
在2018年（平成30年）度，1日平均乘車人次為353人。
根據「JR九州」和「北九州市」資料，以下為近年1日平均乘車人次。
| 年度   | 1日平均 乘車人次 |
| ------ | ---------------- |
| 2000年 | 622              |
| 2001年 | 604              |
| 2002年 | 601              |
| 2003年 | 563              |
| 2004年 | 517              |
| 2005年 | 482              |
| 2006年 | 471              |
| 2007年 | 449              |
| 2008年 | 434              |
| 2009年 | 401              |
| 2010年 | 373              |
| 2011年 | 400              |
| 2012年 | 411              |
| 2013年 | 420              |
| 2014年 | 403              |
| 2015年 | 404              |
| 2016年 | 385              |
| 2017年 | 360              |
| 2018年 | 353              |

## 車站周邊
此站最接近若松賽艇場。在比賽當日會有許多乘客使用此站。
- 國道199號（日语：国道199号）
- 若松賽艇場
- 用勺殯儀館
- 最好電器若松西店
- 丸食（日语：マルショク）二島店
- 東二島郵局
- 二島東綠地
- 北九州市營巴士「童子丸」巴士站 - 在國道199號上

## 相鄰車站
九州旅客鐵道（JR九州）
 若松線（筑豐本線）
藤之木（JE05）－奧洞海（JE04）－二島（JE03）

## 注腳
1. 1 2 3 4 5 6  . 週刊JR全駅・全車両基地 (朝日新聞出版). 2012-09-23, (07): 21 （日语）.
2. ↑  第1回全日本モーターボート選手権競走（昭和28年11月） （页面存档备份，存于）（日語）
3. ↑  . 交通新聞 (交通新聞社). 2009-03-03: 1.
4. ↑   (PDF) (新闻稿). 九州旅客鉄道. 2017-02-03  [2020-02-07]. （原始内容存档 (PDF)于2018-09-28） （日语）.
5. ↑  . 交通新聞 (交通新聞社). 2017-02-08: 1.
6. ↑  SUGOCA 利用可能エリア （页面存档备份，存于）（日語） 九州旅客鐵道，截至2019年4月1日（2020年1月13日參閲）
7. ↑   (PDF). 九州旅客鉄道: 1.   [2020-02-07]. （原始内容存档 (PDF)于2019-12-06） （日语）.
8. ↑  北九州（運輸・通信）和 JR上下車人次

## 外部連結
- 奧洞海（車站資訊） - 九州旅客鐵道（日語）